# Groot brandkruiddikkopje
Het groot brandkruiddikkopje (Muschampia tessellum) is een vlinder uit de familie dikkopjes (Hesperiidae). De wetenschappelijke naam is voor het eerst geldig gepubliceerd in 1803 door Hübner.
De soort komt voor in Europa.